# Amissi Tambwe
Amissi Tambwe (ur. 10 października 1988 w Bużumburze) – burundyjski piłkarz grający na pozycji napastnika. Od 2022 jest zawodnikiem klubu Singida Fountain Gate FC.

## Kariera klubowa
Swoją karierę Tambwe rozpoczął w klubie Aigle Noir Makamba FC. W sezonie 2008/2009 zadebiutował w jego barwach w pierwszej lidze burundyjskiej. W latach 2010–2013 był zawodnikiem Vital’O FC. W sezonach 2010 i 2011/2012 wywalczył z nim dwa mistrzostwa Burundi. W sezonie 2013/2014 grał w tanzańskim Simba SC, a w latach 2014-2019 był zawodnikiem innego klubu z tego kraju - Young Africans SC. Trzykrotnie wywalczył z nim mistrzostwo Tanzanii w sezonach 2014/2015, 2015/2016 i 2016/2017 oraz zdobył Puchar Tanzanii w 2016 roku. W sezonie 2019/2020 był piłkarzem omańskiego Fanja SC, a w sezonie 2020/2021 - dżibutyjskiego AS Police Nationale, z którym wywalczył wicemistrzostwo Dżibuti. W sezonie 2021/2022 grał w tanzańskim Diamond Trust Bank FC, a w 2022 przeszedł do tanzańskiego Singida Fountain Gate FC.

## Kariera reprezentacyjna
W reprezentacji Burundi Tambwe zadebiutował 5 stycznia 2011 roku w przegranym 1:3 towarzyskim meczu z Ugandą. Od 2011 do 2020 wystąpił w kadrze narodowej 24 razy i strzelił 6 goli.